# Trimeresurus rubeus
Trimeresurus rubeus ist eine Vipernart aus der Gattung der Bambusottern, die in Vietnam und Kambodscha verbreitet ist. Sie wird in Vietnam unter anderem für Schlangenschnaps gesammelt und gilt als gefährdet.

## Merkmale
Trimeresurus rubeus hat eine maximale Kopf-Rumpf-Länge von 50,5 cm. Wie viele andere Bambusottern hat sie eine grüne Färbung. Der Sexualdimorphismus ist nicht besonders stark ausgeprägt. Beide Geschlechter weisen einen hellen Lateralstreifen auf, der jedoch bei den Weibchen weniger deutlich ausfällt und keine roten Ränder aufweist. Ihnen fehlt zudem ein Streifen hinter dem Auge. Der Schwanz fällt bei den Weibchen zudem kürzer aus mit 52–63 Subcaudalia gegenüber 63–74 bei den Männchen, wohingegen die Kopf-Rumpf-Länge keinen signifikanten Unterschied aufweist. Die Anzahl der Ventralia (Bauchschuppen) beträgt 159 bei den Weibchen und 172 bei den Männchen. Die Anzahl der Supralabialia (Oberlippenschuppen) der Art liegt zwischen 8 und 12 und die der Sublabialia (Unterlippenschuppen) zwischen 9 und 13. Der Schwanz von Trimeresurus rubeus ist orangerot gefärbt und auch die Augenfarbe ist bei beiden Geschlechtern rot. Bei einem Weibchen im Süden Vietnams wurde jedoch auch eine goldgelbe Iris beobachtet.
Ein Unterscheidungsmerkmal von anderen Arten ist die mit der Nasalen verschmolzene erste Supralabiale. Die Augen der meisten adulten Tiere sind mit durchschnittlich 4,1 mm bei Männchen und 3,9 mm bei Weibchen zudem größer als bei den Schwesterarten der Weißlippen-Bambusotter (Trimeresurus albolabris), Insel-Bambusotter (Trimeresurus insularis) und der Nepal-Bambusotter (Trimeresurus septentrionalis). Von diesen drei kommt lediglich T. albolabris sympatrisch vor. Die Augen sind zudem größer als bei Weibchen der Cardamom-Bambusotter (Trimeresurus cardamomensis), jedoch kleiner bei den Männchen. Das Verbreitungsgebiet der Cardamom-Bambusotter liegt weiter westlich an den Golf von Thailand angrenzend, sodass die Art ebenfalls nicht sympatrisch vorkommt. Mit Trimeresurus rubeus gemeinsam anzutreffen ist dagegen die ebenfalls grün gefärbte Schwesterart Trimeresurus vogeli. Diese hat eine gelbe Augenfarbe bei Weibchen und eine gelbe bis grüne bei Männchen.

## Lebensweise
Trimeresurus rubeus ist wie alle Vipern giftig. Sie ist wie andere Arten der Gattung ovovivipar (ei-lebendgebärend) und nachtaktiv. Ihr Lebensraum sind dichte, immergrüne Wälder. Häufig ist sie nur wenige Meter entfernt von Wasserläufen und Wasserfällen anzutreffen.

## Verbreitungsgebiet und Gefährdungsstatus
Das Verbreitungsgebiet erstreckt sich über den Süden Vietnams bei Ho-Chi-Minh-Stadt und den südlichen und westlichen Rand der Lang-Bian-Berge sowie die Provinz Mondulkiri im Osten Kambodschas.
Die International Union for Conservation of Nature (IUCN) stuft die Art als gefährdet (vulnerable) ein und den Populationstrend als abnehmend. Sie gehört nach Maritz et al. zu den 30 meistgefährdeten Vipernarten. Ihr Lebensraum nimmt durch zunehmende Entwaldung und Plantagenpflanzungen ab. In Vietnam werden Bambusottern zudem wie auch einige andere Arten für die Herstellung von Schlangenschnaps verwendet. Darüber hinaus werden im Süden Vietnams auch Embryos der ei-lebendgebärenden Vipern in geringem Umfang gegessen. Die Art kommt in einigen Schutzgebieten in Kambodscha und Vietnam vor, zum Beispiel im Nationalpark Cát Tiên.

## Systematik
Trimeresurus rubeus ist eine Art aus der Gattung der Bambusottern. Sie wurde 2011 von Malhotra et al. als Cryptelytrops rubeus wissenschaftlich erstbeschrieben. Die Typuslokalität liegt im Seima Biodiversity Conservation Area im Bezirk Ou Reang in der Mondulkiri-Provinz in Kambodscha (Lage). Das Artepitheton rubeus stammt aus dem Lateinischen und bezieht sich auf die rote Farbe, die sich bei der Art in den Augen, am Schwanz und bei den Männchen an den Lateralstreifen findet.